# Rafał Mamla
Rafał Mamla (ur. 22 grudnia 2003 w Skarżysku-Kamiennej) – polski piłkarz, grający na pozycji bramkarza w polskim klubie Korona Kielce.